# Valverdejo
Valverdejo es un municipio y localidad española de la provincia de Cuenca, en la comunidad autónoma de Castilla-La Mancha. El término municipal tiene una población de 87 habitantes (INE 2024).

## Geografía
Tiene un área de 32,47 km² con una población de 101 habitantes (INE 2015) y una densidad de 3,17 hab./km².

## Historia
Hacia mediados del siglo XIX, la villa tenía contabilizada una población de 294 habitantes. Aparece descrita en el decimoquinto volumen del Diccionario geográfico-estadístico-histórico de España y sus posesiones de Ultramar de Pascual Madoz de la siguiente manera:

VALVERDEJO: l. con ayunt. en la prov y dióc. de Cuenca (9 leg.), part. jud. de Motilla del Palancar (2). aud. terr. de Albacete (11) y c. g. de Castilla la Nueva (Madrid 20). sit. hacia el S. de la prov. parte en llano y alto y parte en hondo: su clima es algo frio no obstante ser los vientos de E. y S. los mas frecuentes, y las enfermedades comunes son dolores de costado. Consta la pobl. de 74 casas de pobre construccion y sin comodidades, distribuidas en tres calles anchas pero sin empedrar; para surtido del vecind. hay algunos pozos de agua, que aunque algo minerales se usan para beber: la igl. parr. (Ntra. Sra. de los Remedios) es anejo de la de Barchin del Hoyo. El térm. confina por N. con el de Barchin del Hoyo; E. Gabaldon; S. Alarcon, y O. Olmedilla: su estension de N. á S es de 1/2 leg. y 1/4 de E. á O.: el terreno es secano y de mediana calidad; hay un trozo de monte bajo con algunos pinos: los caminos son locales y en mal estado: la correspondencia se recibe de la cabeza de part. los lunes y jueves, y sale los mismos dias. prod.: trigo, cebada, centeno y escaña; se cria ganado lanar y cabrio, y caza de liebres, conejos y perdices. ind.: la agrícola. comercio: la venta del sobrante de sus prod. y la importacion de arroz, bacalao, aceite y otros articules. pobl.: 74 vec., 294 alm. El cap. prod. é imp. no consta en los datos oficiales: el presupuesto municipal asciende á 1,000 y se cubre por reparto vecinal.
(Madoz, 1849, p. 504)

## Demografía
Valverdejo cuenta con una población de 87 habitantes (INE 2024).
| Gráfica de evolución demográfica de Valverdejo entre 1842 y 2021                                                    |
| |
| Población de derecho según los censos de población del INE Población de hecho según los censos de población del INE |

| 1991 |  | 1996 |  | 2001 |  | 2004 |  | 2013 |  | 2015 |
| ---- |  | ---- |  | ---- |  | ---- |  | ---- |  | ---- |
| 163  |  | 154  |  | 159  |  | 129  |  | 95   |  | 101  |